# May Britt Hartwell
May Britt Hartwell (nascida May Britt Våland; 8 de maio de 1968) é uma ex-ciclista norueguesa e atual treinadora de ciclismo.
Competiu em duas provas de ciclismo de pista nos Jogos Olímpicos de Verão de 1996 em Atlanta, e venceu o Campeonato da Noruega de Ciclismo Contrarrelógio quatro vezes (1989, 1990, 1994, 1995). Hartwell é casada com o ciclista estadunidense Erin Hartwell.